# Fitzgerald's Pond Provincial Park
Fitzgerald's Pond Provincial Park är en provinspark i Newfoundland och Labrador i Kanada. Den ligger på Avalonhalvön på Newfoundland, omkring 75 km väster om provinshuvudstaden St. John's. I parken finns den sällsynta och hotade  värmlandslaven (Erioderma pedicellatum).
Fram till 1997 ingick en campingplats i parken, men den privatiserades i samband med att provinsen minskade och ändrade inriktning på sitt program för provinsparker.